# 헤이마켓 (뉴캐슬어폰타인)

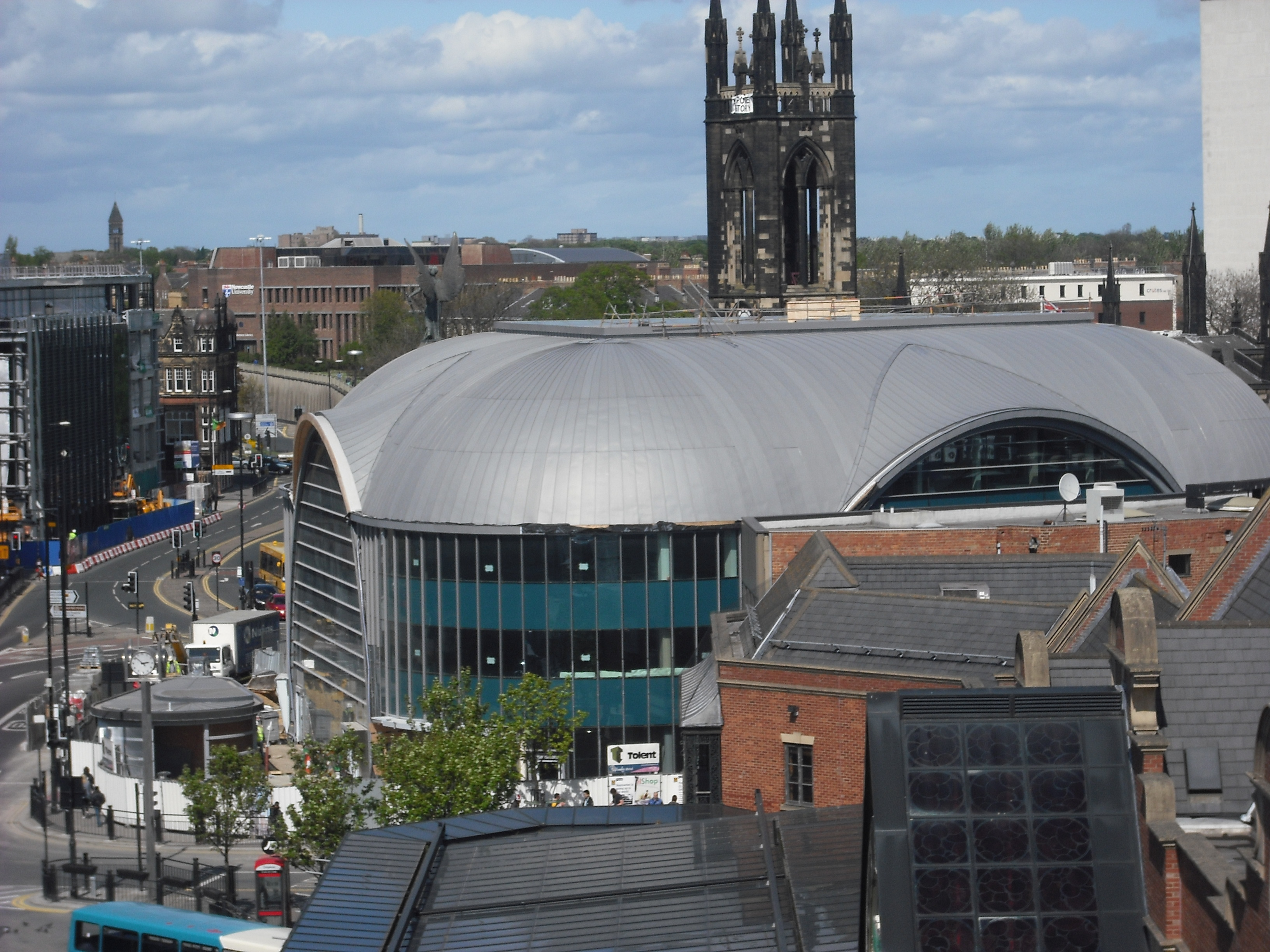
헤이마켓 교통 허브의 모습. 그 뒤로 성 토마스 성당의 첨탑이 보인다.

헤이마켓(영어: Haymarket)은 영국 잉글랜드 타인 위어 주 뉴캐슬어폰타인의 지역이다.
엘던 스퀘어 버스 정류장, 헤이마켓 버스 정류장, 헤이마켓 지하철 역이 위치해 있으며 도시의 대중교통 허브 역할을 담당한다.

뉴캐슬 대학교와 노섬브리아 대학교를 비롯한 교육시설과 도시의 랜드마크인 순교자 성 토마스 성당, 뉴캐슬 시민 회관 등이 자리잡고 있다.